# Гелен О'Лой
«Гелен О'Лой» (англ. «Helen O'Loy») — науково-фантастичне оповідання американського письменника Лестера дель Рея, що було вперше опубліковане в 1938 році в часописі «Astounding Science Fiction».
Згодом він неодноразово публікувався у різних збірках та антологіях. Остання публікація відбулася у 2021 році в антології «Ми, роботи» (англ. «We, Robots»).

## Назва
Оповідання назване іменем робота, що представляється читачам одним з головних героїв. Робота була названо «Гелен О'Лой» — це є англійською грою слів, яку не можна перекласти як в оригіналі — Єлена Троянська, від англ. Helen of Troy, + «сплав», від англ. alloy.

## Сюжет
Двоє молодих людей, механік Дейв і студент-медик Філ, спільно працюють над модифікацією побутового робота, який спочатку призначався лише для приготування їжі та прибирання. Вони досягають більшого успіху, ніж планували: попри те, що робот запрограмований на домашнє господарство, він розвиває емоції. Робот, названий «Гелен О'Лой», закохується в Дейва. Дейв спочатку уникає її та відкидає її залицяння, але через деякий час одружується з нею і вони живуть разом на його фермі.
Протягом багатьох років Філ допомагає їй штучно зістарювати свої риси відповідно до змін, які відбуваються в її чоловікові-людині. Коли Дейв неминуче помирає, вона надсилає Філу листа з проханням розчинити її металеву конструкцію і поховати її останки разом з чоловіком. Вона благає його не допустити, щоб хтось дізнався про їхню таємницю. У фіналі історії з'ясовується, що Філ, який розповідав цю історію, весь цей час був таємно закоханий у неї.

## Переклади
Це оповідання Лестера дель Рея було перекладена декількома мовами: іспанською, японською, німецькою (тричі — 1965, 1977, 1980), італійською (двічі — 1967, 2014), французькою (тричі — 1974, 1979, 2000) та нідерландською.

## Огляди та нагороди
Оповідання «Гелен О'Лой» увійшло до переліку оповідань, обраних у 1970 році Асоціацією авторів наукової фантастики та фентезі Америки як одне з найкращих науково-фантастичних оповідань, опублікованих до заснування премії «Неб'юла». Таким чином, воно було опубліковане в «Зала слави наукової фантастики» (англ. «The Science Fiction Hall of Fame»), том перший, 1929-1964.
Він також був номінований на премію «Г'юґо» 1939 року за найкраще оповідання.
Оповідання увійшло до антології науково-фантастичних оповідань «Завдання в завтрашньому дні» (англ. «Assignment in Tomorrow»; 1954, перевидано 1972) за редакцією Фредерика Пола, а також до багатьох інших антологій.